# 455 до н. е.

## Події
- Консулами Риму обрані Тит Ромілій Рок Ватикан та Гай Ветурій Цікурін.
- Давньогрецьке місто Навпакт стало союзником Афін у Малій Пелопоннеській війні, туди переселилися ілоти, що були вигнані спартанцями.
- Евріпід вперше виступив під час Діонісій з власною п'єсою.

## Народились
- Лі Куй, китайський державний діяч і правник

## Померли
| рік | Це незавершена стаття про рік. Ви можете допомогти проєкту, виправивши або дописавши її. |